# Fontaine de Landser
La fontaine de Landser est un monument historique situé à Landser, dans le département français du Haut-Rhin.

## Localisation
Cette construction est située place de la Paix à Landser.

## Historique
L'édifice fait l'objet d'un classement au titre des monuments historiques depuis 1984.